# Midsomer Norton
Midsomer Norton è un paese del Somerset, in Inghilterra.